# Elfenbenspadderok
Elfenbenspadderok (Equisetum telmateia), ofte skrevet elfenbens-padderok, er en sporeplante, der i Danmark vokser ved skovbække og på lerede vældprægede skrænter. Sommerskuddene er 50-150 cm høje. Hele planten indeholder kiselsyre i form af små, skarpe krystaller, der udskilles på ydersiden af cellerne.

## Beskrivelse
Elfenbenspadderok er en flerårig urt med en opret vækst. Planten danner to slags oprette eller opstigende skud: Forårsskud, som er brunlige, fordi de mangler klorofyl, og som danner sporer. På disse skud sidder de endestillede, kogleagtige sporehuse. Hovedskuddene er hvidlige, 6–20 mm tykke. Fra hovedskuddets led dannes der kransstillede sideskud, der er bygget ganske som hovedskuddet. Bladene er bittesmå og skælformede, og de sidder i kranse ved leddene enten på hovedskuddet eller på sideskuddene.
Rodnettet består af et dybtliggende og vidt forgrenet netværk af jordstængler og nogle spinkle trævlerødder.
Højde x bredde: 1,50 x 0,45 m.

## Voksested
Arten hører hjemme overalt i Europa og Asien, hvor den foretrækker lerede fugtige eller vældprægede skrænter. I Danmark findes arten hist og her i Syd- og Østjylland, mens den er sjælden andre steder.
I Funder Krat vest for Silkeborg vokser den på fugtige engstræk i en overdrevspræget vegetation sammen med bl.a. kristtorn, bjergærenpris, krognæbstar, kærmangeløv, majgøgeurt, risdueurt, skovhullæbe, skovrørhvene, smalbladet vandstjerne, smuk perikon, småbladet milturt, spæd pindsvineknop, stor frytle, tykakset star og vintereg
| Portal | Portal:Botanik |

## Note
1. ↑  www.vejdirektoratet.dk: Vejdirektoratet: Motorvej Herning-Århus ved Silkeborg. VVM-redegørelse for Kombilinien